# 于学军 (1958年)
于学军（1958年10月—），内蒙古呼和浩特人，祖籍内蒙古丰镇，汉族，中华人民共和国政治人物，中国银行保险监督管理委员会原副部长级干部，第十二届全国人民代表大会江苏地区代表。
于学军1978年考入中国人民大学财政金融系财政金融学专业，1982年毕业，获学士学位。本科毕业后，他回到内蒙古自治区工作，在自治区计划委员会任干部，后来担任了中共内蒙古自治区党委政策研究室副研究员。期间，他在1987年加入中国共产党。1990年，他调往深圳市工作，先后任中国人民银行深圳经济特区分行副处长、处长、办公室主任。之后，他升任中国人民银行深圳经济特区分行副行长、党委委员兼国家外汇局深圳分局副局长。在深圳任职期间，他在西安交通大学攻读货币银行学专业博士研究生，2000年获博士学位，导师为江其务，博士学位题目为《中国经济改革二十年货币和信用周期考察》。
2003年9月，于学军在新成立的深圳银监局出任党委书记、局长。2007年11月任江苏银监局党委书记、局长。2014年4月任中国银监会国有重点金融机构监事会主席。2020年9月，于学军担任中国银行保险监督管理委员会副部长级干部。2021年，于学军到龄退休。
2013年，于学军被选为全国人大代表，代表江苏省。